# Samwel Mailu
Samwel Nyamai Mailu (7 de febrero de 1993) es un deportista keniano que compite en atletismo, especialista en las carreras de fondo. Ganó una medalla de bronce en el Campeonato Mundial de Atletismo en Ruta de 2023, en la prueba de media maratón.